# ハイガー
ハイガー (ドイツ語: Haiger, [ˈha͜igɐ]) は、ドイツ連邦共和国ヘッセン州ギーセン行政管区のラーン＝ディル郡北部の市である。最寄りの大きな街にジーゲンがある（ハイガーの北約 17 km）。

## 地理

### 位置
ハイガーはヴェスターヴァルトの東端、すなわちロタール山地の南の支脈（カルトアイヒェ）沿いに位置する。ヘッセン州 - ノルトライン＝ヴェストファーレン州 - ラインラント＝プファルツ州の三州境界の北東約 9 km にあたり、ラーン＝ディル郡中、面積は最大、人口はヴェッツラー、ディレンブルク、ヘルボルンに次いで4番目に大きな街で、ラーン＝ディル郡の最北部に位置する街である。オフディルン地区の北でディル川が、ハイガー＝カルトアイヒェ産業・工業地区の北でヘラー川が湧出する。

### 隣接する市町村
ハイガーは、北はネトフェン（ノルトライン＝ヴェストファーレン州ジーゲン＝ヴィトゲンシュタイン郡）およびディーツヘルツタール、東はエッシェンブルクおよびディレンブルク、南はブライトシャイト（以上、ラーン＝ディル郡）、西はブールバッハおよびヴィルンスドルフ（ともにノルトライン＝ヴェストファーレン州ジーゲン＝ヴィトゲンシュタイン郡）と境を接している。

### 市の構成
本市にはハイガー中核市区の他に、ゼクスヘルデン、ランゲンアウバッハ、フランマースバッハ、アレンドルフ、ゼールバッハ、シュタインバッハ、ローデンバッハ、フェラーディルン、ディルブレヒト、オフディルン、ヴァイデルバッハ、オーバーロスバッハ、ニーダーロスバッハの各市区が含まれる。

## 歴史
ハイガーの最初の文献記録は 778年になされている。貴族の Theutbirg が Haigrahe の所領をベルクシュトラーセのロルヒ修道院に寄進した。781年にも寄進がなされ、拡大した。これによりハイガーは、ディル川沿いの3都市ディレンブルク、ヘルボルン、ハイガーの中で最も古い町である。当時ハイガーの中心は、現在のキルヒヒューゲルにあった。ここに9世紀に教会と王領 Heigera があった。コンラート1世は914年4月14日に、市場開催権、十分の一税徴税権とともにケーニヒシェッフェルの第三部分をヴァイルブルクのヴァルプルギス修道院に寄進した。したがって、この時点ですでに市場開催権が授与されていたはずである。ハイガーは10世紀まで、オーバーラーンガウの下部組織のガウにあたるハイゲラー・マルクの中心地であった。ヴォルムスの伝承によれば、1048年にトリーア大司教エーバーハルトがヴォルムス司教とともに現在のハイガーの象徴的建造物である市教会を建設あるいは増築したとされている。1159年4月1日に騎士ウード・フォン・ハイガーが、ハイガーの歴史に初めて貴族として登場する。このウードに関する記録は、トリーア大司教によるラウレンブルク伯に対するナッサウ城のレーエン授封に関するもの（おそらくは立会人として）である。
ハイゲラー・マルクはコンラディン家の終焉とともにプファルツ伯家に譲渡された。プファルツ伯家はこれをレーエンとしてモルスベルク家に授けた。モルスベルク家は領主権を下級貴族の「フォン・ハイガー」家に委託した。13世紀からナッサウ伯がハイゲラー・マルクおよび隣のヘルボルナー・マルクで勢力を強めた。これによりナッサウ伯とヘッセン方伯との間でデルンバッハ・フェーデが起こった。その結果、ナッサウ伯はディル川流域を支配することができた。14世紀初め、ハイガー周辺の裁判権は最終的にナッサウ伯家のものとなった。
1490年頃にヘルマン・フォン・ハイガーとその息子でハイガー家最後の騎士ヨスト・フォン・ハイガーは教会の内陣室にフレスコを寄進した。約90年後にこのフレスコは塗り込められ、忘れ去られたが、20世紀初め（1904年）に再発見された。

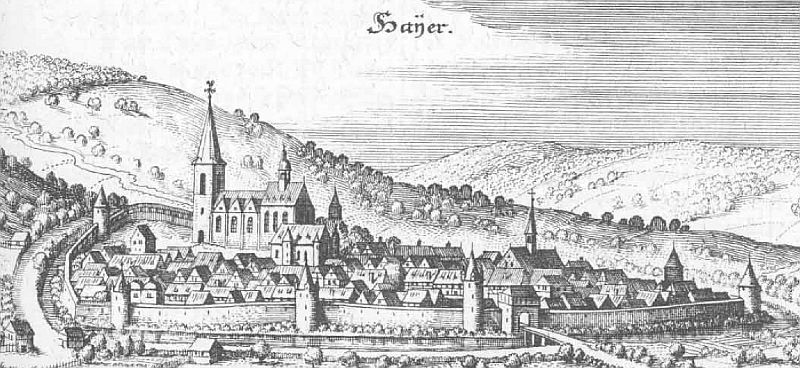
1655年に出版されたマテウス・メーリアンの銅版画に描かれたハイガー

ナッサウ家の時代にハイガーは、都市権は授けられなかったものの、都市風に発展していった。ハイガーバッハ川、アウバッハ川、ディル川の3本の川の谷が交わる場所は、交通の便が良く、ケルンからライプツィヒに至る広域交易路（ブラバント街道）の近くであった。
1723年5月8日、ハイガーの内市街全域が大火に包まれた。数時間のうちに市壁で囲まれた内側の建物ほぼすべてが焼失した。教会の屋根も燃えたが、教会自体は無事であった。周辺の領邦や都市からの速やかな経済的な援助やイザバラ侯妃から多額の寄付（400 フローリン）が大変な困窮を和らげた。4つの門を持ち、塔を備えた市壁がアウバッハ川と南の市境との間にあったのだが、これは消火の妨げと考えられ、1824年に解体された。これにより市は新しい構成と計画的発展が可能になった。1827年と1829年にも火災で大きな被害を受けた。
第二次世界大戦の開戦直前、ハイガーには多くのユダヤ人家族が住んでいた。そのコミュニティーはいわゆる「水晶の夜」によって破壊され、これと前後して1939年の戦争勃発までに亡命したり、殺害されたりした。戦時中、ハイガーとその周辺には大量の強制労働者やロシア人戦争捕虜が収容されていた。中央墓地の近くにある記念碑がそれをしのばせる。第二次世界大戦中、オーバーシュタットの大部分が連合軍の爆撃で破壊された。この攻撃で数多くの死傷者が出た。最も激しい攻撃は1945年3月12日と14日のアメリカ軍第8空軍によるものであった。1944年から1945年まで、（おそらく）アメリカ軍の戦闘爆撃機による攻撃が日夜繰り返された（地元では「アイゼルナー・グスタフ」「鋼鉄のグスタフ」と呼ばれた）。鉄道ジーゲン - ギーセン線と旧駅にしばしば停車していた数多くの弾薬車輌・糧秣車輌がおそらく主要な攻撃目標とされていたのであろう。空爆により、1930年に完成したカトリック教会（3月12日の空爆で損傷）および旧納屋が激しく損傷した。ハイガーは1945年4月から5月にアメリカ陸軍の部隊（ホッジス将軍麾下の第1軍）によって占領あるいは開放された。内市街やハイガー周辺には、連合国爆撃機のさらなる壊滅的な攻撃を阻んだドイツ国防軍の爆破した痕跡が遺っている。

### 地名の変遷
ハイガー (ドイツ語: Haiger) の地名は古ヘッセン語に由来する。ハイガーバッハ川、アウバッハ川、ディル川には多くのアオサギ (ドイツ語: Fischreiher) が生息しており  Reiherbach、古ヘッセン語で  Heigerahe と呼ばれていた。この地名は2つの部分で構成されている。アオサギを意味する Heiger と川を意味する Ahe である。時代とともにこの地名表記は、„Heigrahe“ → „Heigera“ → „Heigere“ → „Heigerin“ → „Heigre“ → „Heigeren“ → „Hegere“ → „Hegera“ → „Heygere“ → „Heyger“ → „Heiger“ → „Häger“ → „Häyer“ と変遷し、その後現在の Haiger という表記になった。ハイガーの紋章に描かれている鳥は、やはりアオサギであるが、ナッサウの獅子と置き換えられることもある。

### 市町村合併
1970年1月1日に、フランマースバッハが自主的にハイガーに合併した。1971年2月1日にそれまで独立した町村であったローデンバッハが合併した。ディルブレヒトが1971年10月1日にこれに次いだ。
1977年1月1日に、それまで独立した町村であったアレンドルフ、フェラーディルン、ハイガーゼールバッハ、ランゲンアウバッハ、オフディルン、ロスバッハタールが合併した。1971年10月1日にはさらに、ニーダーロスバッハとオーダーロスバッハが自主的に、ゼクスヘルデン、シュタインバッハ、ヴァイデルバッハが州法に基づきハイガー市に合併した。

### 領邦、行政機構
以下のリストは、ハイガーが属した領邦および行政機構を列記したものである。
- 944年: in pago Heigera, Heigera [Kop. 12. Jahrhundert Struck, Quellen zur Geschichte der Klöster 2, Nr. 1048][16]
- 1048年: ハイガーマルクの伯 (sicuti ductus est comitatus in Heigeromarca), Heigerin, in loco [Kop. Mitte 12. Jahrhundert Struck, Quellen zur Geschichte der Klöster 2, S. 444–446 Nr. 1053][16]
- 1739年以前: 神聖ローマ帝国ナッサウ＝ディレンブルク伯領/侯領（ドイツ語版）、アムト・ハイガー
- 1739年から: 神聖ローマ帝国ナッサウ＝ディーツ侯領、アムト・ハイガー
- 1806年から1813年: ベルク大公国（ドイツ語版、英語版）、ジーク県、ディレンブルク小郡
- 1813年から1815年: ナッサウ＝オラニエ侯領、アムト・ハイガー
- 1816年から: ドイツ連邦、ナッサウ公国、アムト・ディレンブルク
- 1849年から: ドイツ連邦、ナッサウ公国、クライスアムト・ヘルボルン
- 1854年から: ドイツ連邦、ナッサウ公国、アムト・ディレンブルク
- 1867年から: 北ドイツ連邦、プロイセン王国、ヘッセン＝ナッサウ州（ドイツ語版、英語版）ヴィースバーデン県、ディル郡
- 1871年から: ドイツ国、プロイセン王国、ヘッセン＝ナッサウ州ヴィースバーデン県、ディル郡
- 1918年から: ドイツ国、プロイセン自由州ヘッセン＝ナッサウ州ヴィースバーデン県ディル郡
- 1932年から: ドイツ国、プロイセン自由州ヘッセン＝ナッサウ州ヴィースバーデン県ディレンブルク郡
- 1933年から: ドイツ国、プロイセン自由州ヘッセン＝ナッサウ州ヴィースバーデン県ディル郡
- 1945年から: アメリカ管理地区（ドイツ語版）、グロース＝ヘッセン（ドイツ語版、英語版）、ヴィースバーデン行政管区ディル郡
- 1949年から: ドイツ連邦共和国ヘッセン州ヴィースバーデン行政管区ディル郡
- 1968年から: ドイツ連邦共和国ヘッセン州ダルムシュタット行政管区ディル郡
- 1977年から: ドイツ連邦共和国ヘッセン州ダルムシュタット行政管区ラーン＝ディル郡
- 1981年から: ドイツ連邦共和国ヘッセン州ギーセン行政管区ラーン＝ディル郡

### 人口推移
ハイガーの人口推移は以下の通りである。
- 1840年: 1,141 人
- 1905年: 2,140人
- 1939年: 2,722人
- 1961年: 4,163人
- 1970年: 5,276人
- 2016年: 5,482人

## 行政

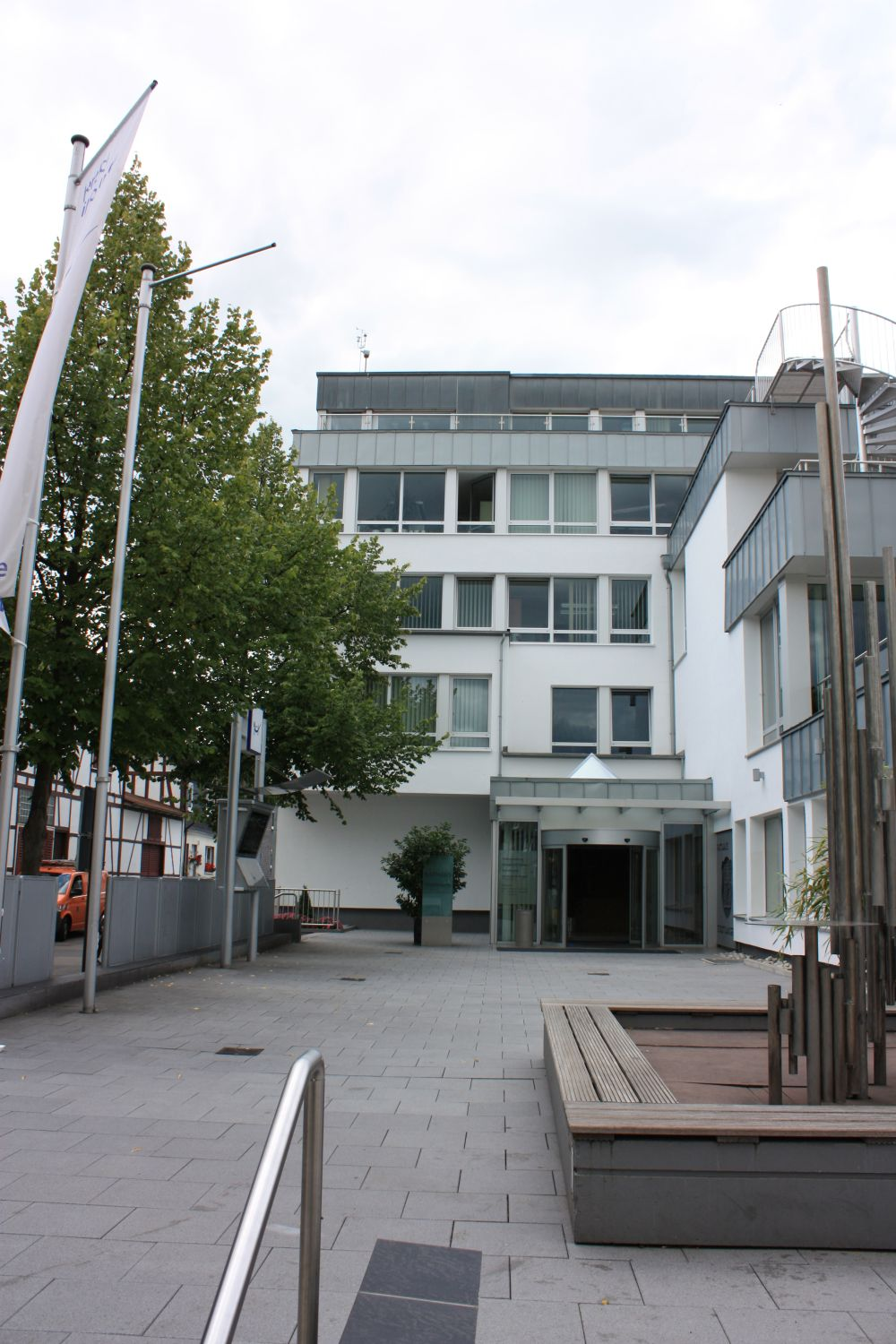
ハイガー市役所

### 市議会
ハイガーの市議会は、37議席で構成されている。

### 姉妹都市
- モンヴィル（フランス語版、英語版）（フランス、セーヌ＝マリティーム県）[19]
  - この姉妹都市協定は、Montville のコレージュ・ノエルと20年近く交換学生を行っていたヨハン＝テクストール＝シューレ・ハイガーの主導で成立した。公式には1991年にモンヴィルで、1992年にハイガーで両市の市長が友好協定文書に署名した。市民、サークル、グループレベルで活発な交流が行われている。
- プロンビエール＝レ＝ディジョン（フランス語版、英語版）（フランス、コート＝ドール県）[19]
  - 1964年に、Plombières-lès-Dijon と当時は独立した町村であったゼクスヘルデンは公式に姉妹都市協定に署名した。これはかつてのフランス人戦争捕虜に対するゼクスヘルデンの家族の思いやりある扱いにその源泉がある。友好協定締結により交流の輪はさらに広がった。
- ヴォルフスベルク（ドイツ語版、英語版）（ドイツ、テューリンゲン州）[19]
  - ハイガーとヴォルフスベルクとの友好関係は1991年から成立している。この友好協定は、ドイツ再統一の直後に当時の市長が「握手によって」締結した。「我々には文書や協定を作成する時間がなかった」ためである。このため未調印の友好協定と呼ばれている。ハイガーでは毎年、多くは9月にこの友好関係を祝う「テューリンゲンの日」が開催される[19]。

## 文化と見所

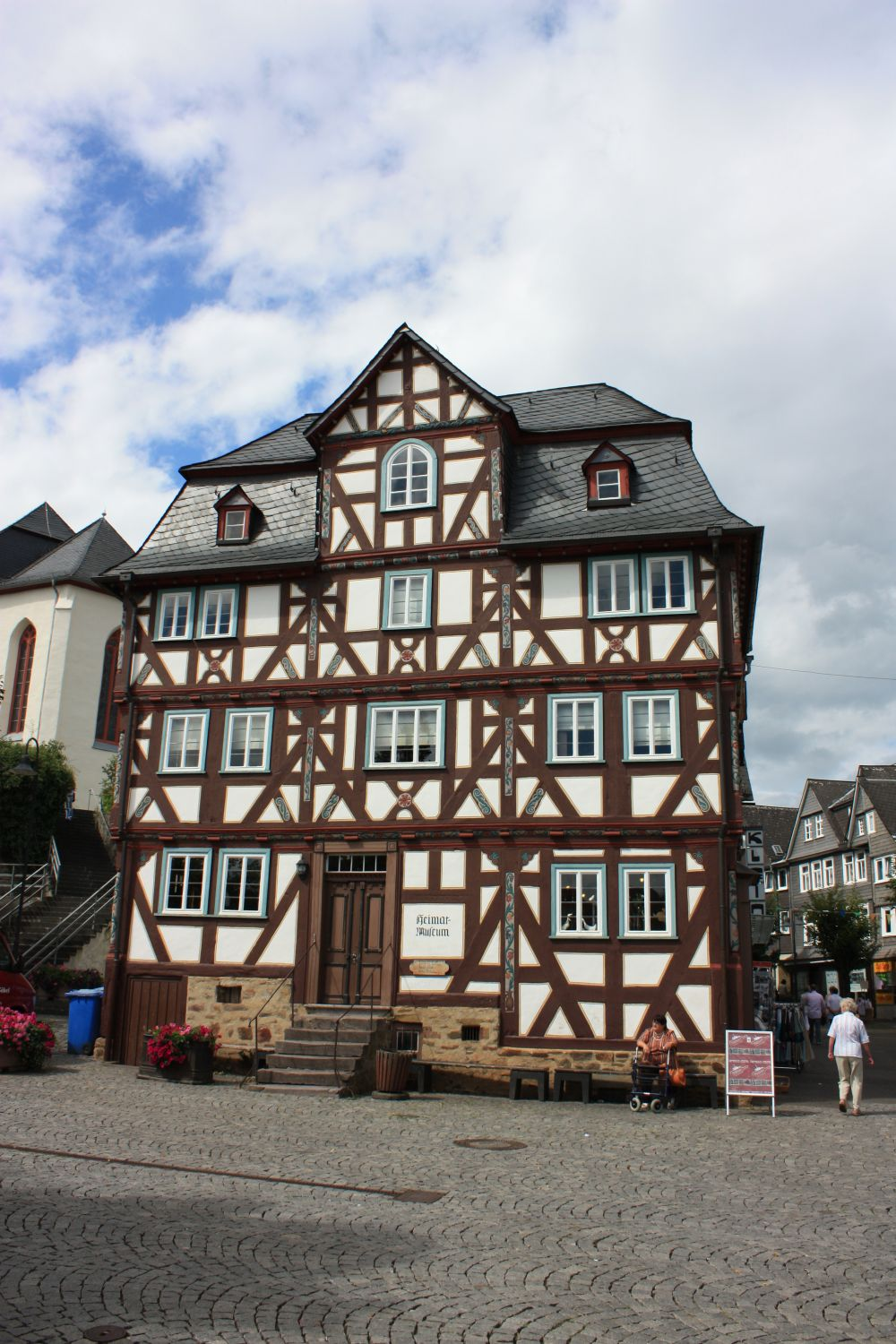
ハイガー郷土博物館

### 博物館
- ハイガー郷土博物館
  - ハイガーの最初の記録から1200周年祭を機に、1978年、マルクト広場に面した1724年/25年建造の美しい木組の建物内に郷土博物館が設けられた。展示は、ハイガー市およびその周辺地域の自然、歴史、経済、民俗についてである[20]。
- ハイガーゼールバッハ・リンネルおよびレース博物館
  - ハイガーゼールバッハの旧役場内にヘッセン州唯一のリンネルおよびレース博物館がある。ここでは、亜麻から衣類が製造する過程と製品が展示されている[21]。再生可能な原料は、展示の最新部分となっている。
- ゼクスヘルデン郷土室
  - ハイガー地区の郷土室は、かつての鍛冶屋内にあり、1371年11月1日に初めて記述されたこの村の歴史を展示している。

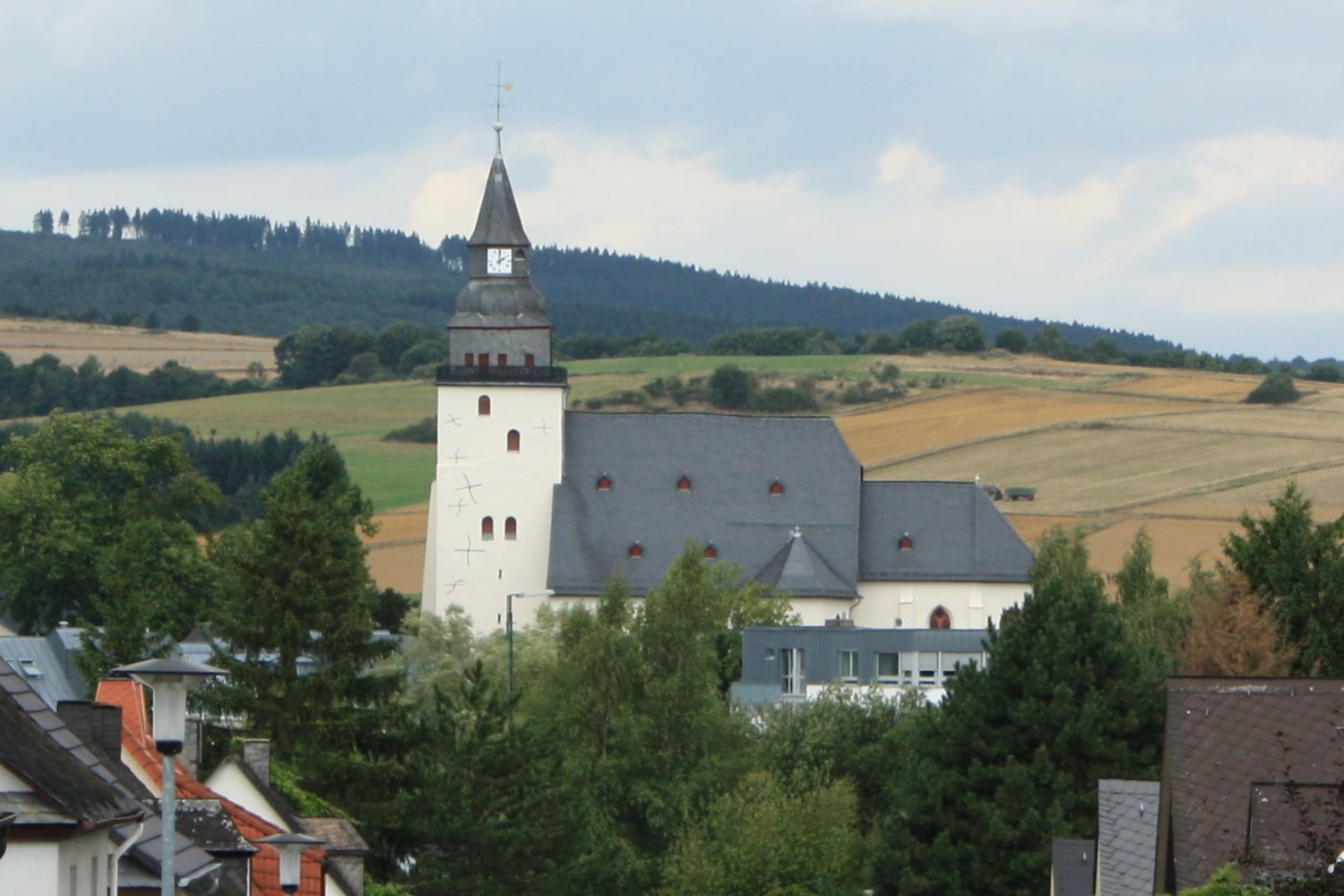
ハイガーの福音主義教会

### 建築
ハイガー旧市街の建築上の中心は福音主義教区教会である。この建物の中核部分はロマネスク様式である。旧市街には18世紀からの木組み建築が数多く遺されているが、しばしば漆喰が塗られている。中でも特に見応えがあるのが、牧師館と、郷土博物館が入居しているフィッシュバッハ館である。
本市は19世紀に拡張した。この時代にアウバッハ橋（1801年建造）、旧監視所（1824年頃）、多くの邸宅が建設された。このほかの文化財としては、カトリック教会（19世紀末）やユーゲントシュティール様式の駅舎（1913年建造）がある。
ハイガーの南の山頂に1883年建造、高さ約 10 m の、保護文化財に指定されている展望塔がある。
- ハイガーのアウバッハ橋
- ハイガーのカトリック教会

### スポーツ
- TSV シュタインバッハ、サッカー・レギオナルリーガ・ジュートヴェスト（2015/16年）
- SKC ブラウ＝ヴァイス・ハイガー
- アイントラハト・ハイガー
- TV 1885 ハイガー

### 年中行事
- 旧市街祭
- ルカ市（10月）
- 聖霊降臨祭のマーケット
- クリスマスマーケット
- テューリンゲンの日
- ハイガー・ライブ
- オクトーバーフェスト

## 経済と社会資本

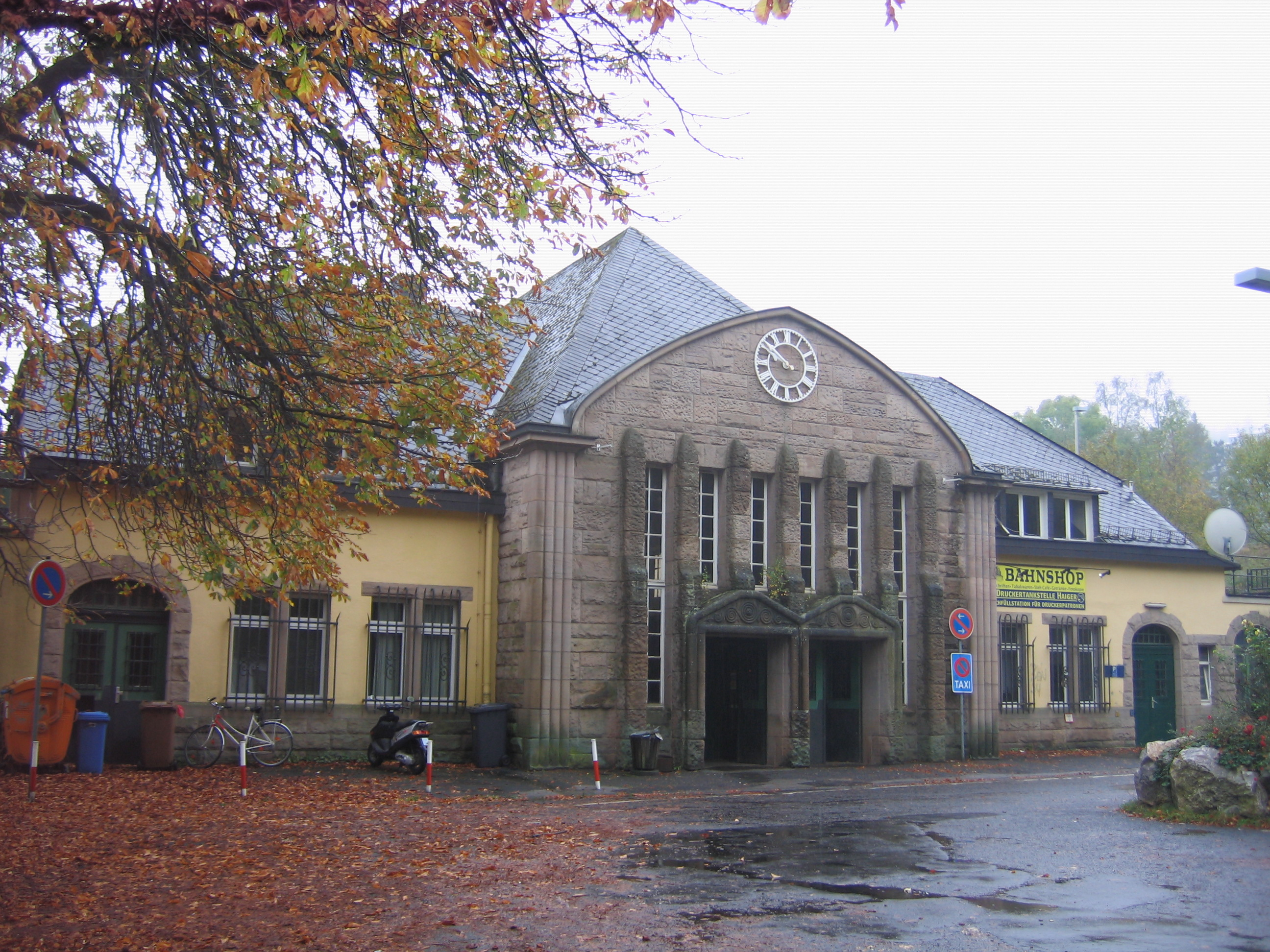
ハイガー駅の駅舎

### 交通
ハイガーには、ジーゲン - ギーセン線のハイガー駅がある。この駅はベッツドルフ - ハイガー線の終点であり、この他にハイガー＝オーバートーア駅とアレンドルフ (ディルクライス) 駅が市内にある。ハイガー - ブライトシャイト線は廃止され、やがて完全に撤去された。
ハイガーには、合わせて1,000台以上の無料駐車場が使用可能である。2011年に新たなバイパス道路（連邦道 B277号線）が開通し、内市街を通っていない。

### 地元企業
- ディジタスク - ソフトウェア
- ハイロ - 脚立、スチームシステムなどの製造業者。1947年にハイガーで設立された。
- クリングスポール研磨システム。1954年にハイガーに移転し、現在この街に本社を置いている。
- リッタール。配電盤製造業者。ハイガーに本社を置いている。
- ヴァイス化学技術。接着剤、洗浄器、サンドイッチエレメント、ファサードエレメントの製造業者
- カール・クロース溶接工業 GmbH。溶接技術、溶接ロボットの専門業者
- リッチェルリーモス 鉄鋼業。

### カルトアイヒェ工業地区
カルトアイヒェ工業地区はアウトバーン A45号線のハイガー / ブールバッハ・インターチェンジに直接面しており、ジーガーラント空港にも近い (13 km)。この工業地区は、総面積 71万 m2で、2011年現在 60 ha が造成されている。2011年現在約 1,000人がこの地区で働いている。
2000年にこの工業地区が開発される前、特にアレンドルフやハイガー＝ゼールバッハで住民の抵抗が起こり、政党 NLA (Natürlich Leben und Arbeiten) が結成された。この政党は最初の選挙で市議会にインパクトを与えたが、2010年6月16日に解党した。
ハイガーの市議会は、より多くの企業誘致を可能にするためにカルトアイヒェ工業地区を約 17.9 ha 拡張することを決議した。この工業地区は連邦道およびハイガー＝ゼールバッハ方面に拡張された。
建築計画の地域内で、2000年にミュンスター大学の研究者がケルト時代の集落の研究を行い、塊鉄炉、道路、鉄器時代の集落と墳丘墓が発見された。

### 小売業
小売業発展の4つの重点は以下の通り:
- 「ローヴィーゼ」: ローヴィーゼの敷地内に大きな建築資材市場と多くの小売店が進出した。
- 内市街: 内市街には、銀行、薬局、ドラッグストアのほかに、周辺町村から顧客を惹きつける小店舗がある。たとえば、「フィッシュ・ゴル」などである。
- 旧ハイガー＝センターおよび旧フランツ家具の敷地: 旧ハイガー＝センターの敷地や倒産したフランツ家具社の敷地に、一連のディスカウントショップが出店している。旧フランツ家具の建物内には2006年からロラー家具店が入居している。
- 旧フォルマート: 2010年、倒産したキッチン製造業者「フォルマート」の敷地に、ショッピングセンターが建設されると発表された。顧客を呼び寄せる目玉として、新しいショッピングセンターの中心に家電ショップが設けられる予定である[26]。売り場総面積は 8,400 m2、500台の駐車スペースが設けられる予定である。これを、隣接するディレンブルクで計画中のショッピングセンター「オラニエン＝ガレリー」に対する脅威とみなした市長のミヒャエル・ロッツとディレンブルク市議会は、ハイガーに対して反対を申し立てた[27]。

### メディア
- ハイガー・ツァイトゥング
- ハイガー・クーリアー（ヴァイデンバッハ出版）

### 教育
- シュール・アム・ブンデンベルク（特別支援学校）[28]
- ラーン＝ディル郡立老人介護学校
- 基礎課程学校（ハイガー、ゼクスヘルデン、ランゲンアウバッハ、アレンドルフ、ディルブレヒト、ロスバッハタール）
- 幼稚園 ハイガーに 3園、その他の市区に合わせて 12園
- ヨハン＝テクストール＝シューレ: ラーン＝ディル郡最大の共同型総合学校。第5学年から第10学年までのギムナジウム課程、第5学年および第6学年のオリエンテーション課程、および実科学校、本課程学校を有する[29]。

## 人物

### 出身者
- パウル＝ハインツ・ヴェルマン（1952年 - ）陸上競技選手。モントリオールオリンピック 男子 1500 m 銅メダリスト
- カトリーン・クラース（ドイツ語版、英語版）（1984年 - ）ハンマー投選手